# Saint-Maurice-Saint-Germain
Saint-Maurice-Saint-Germain település Franciaországban, Eure-et-Loir megyében. Lakosainak száma 484 fő (2022. január 1.). Saint-Maurice-Saint-Germain Digny községgel határos.

## Népesség
A település népessége az elmúlt években az alábbi módon változott:
| Lakosok száma | 261  | 378  | 320  | 409  | 442  | 439  | 415  | 419  | 423  | 484  |
|               | 1968 | 1982 | 1990 | 2006 | 2013 | 2015 | 2017 | 2019 | 2020 | 2022 |